# تاريخ دستور المملكة الرومانية
تاريخ دستور المملكة الرومانية هو دراسة خاصة بالمملكة الرومانية القديمة معنية بالتطور السياسي الروماني في الإطار الزمني المحصور بين تأسيس مدينة روما عام 753 قبل الميلاد وبين الإطاحة بالمملكة الرومانية عام 510 قبل الميلاد. حصر دستور المملكة الرومانية السلطة السيادية بيد ملك روما. حاول الملك التأكد من سلامة سلطته مرتان ولكن بصفةٍ بدائية، اتخذا شكل مجلس الكبار («مجلس الشيوخ الروماني») وتجمع شعبي («تجمع كيوريت»). وكان الترتيب مشابهًا للترتيبات الدستورية الموجودة في الدول المدينة الإغريقية (مثل أثينا وأسبرطة). لعل هذه المبادئ الدستورية الإغريقية جاءت مع مستعمرات ماجنا غراسيا الإغريقية بجنوب إيطاليا. وفي العصور التي سبقت تأسيس مدينة روما الأسطورية، كان الإغريقيون قد استوطنوا أجزاءً كبيرة من عالم البحر المتوسط. حمل أولئك المستوطنون المثاليات الإغريقية معهم، وغالبًا ما كانوا على اتصالٍ مع البر الرئيسي الإغريقي. وهكذا فإن بنية الدستور اليوناني السطحية كانت في النهاية من أصول إغريقية.

## الملكية الأولية
نُظم الرومان الأوائل باستخدام شُعب وراثية كانت تُسمى جينس، أو «القبائل»، وحتى بعد فترةٍ طويلةٍ جدًا، كانت هذه الشُعب شائعة بين غالبية الهندو أوروبيون. إذ كانت كل قبيلة عبارة عن تجمع من العائلات تحت قيادة شيخ قبيلة ذكر يشاركهم النسب، «الأب» (باللاتينية: Patre). شكلت كل قبيلة وحدة تتمتع بحكم ذاتي، يشترك فيها كل عضو بنفس الحقوق، ويتحمل نفس المسؤوليات، حاله حال غيره من الأعضاء. وكانت كل قبيلة تحكم نفسها إما حكمًا ديمقراطيًا، حيث يحق لكل عضو التصويت، أو أرستقراطيًا، حيث تكون قرارات شؤون القبيلة منوطة بأيدي الكبار. يتكون أبسط مجتمع سياسي هندو أوروبي من عدد صغير من القبائل المعروفة باسم باغي، التي كانت تتجمع معًا حول نقطة محصنة تعرف باسم آركس. وكانت كل باغي تتبع إما نظامًا ديمقراطيًا بحتًا، أو أرستقراطيًا بحتًا. وقبل زمن طويل على تأسيس مدينة روما التقليدي، كان هناك اتحاد يجمع بين كل مجموعة من الباغي، وكانت مدينة ألبا لوغا مكان اجتماعهم المشترك. ولكن في مرحلةٍ ما، انتقل مقر هذا الاتحاد من ألبا لوغا إلى روما. كانت المستوطنة الرومانية الأصلية تقع على الأرجح على الضفة اليسرى لنهر التيبر، على بعد 15 ميل تقريبًا (24 كم) من مصب النهر. قد تكون أول مستوطنة مستقلة أقِيمت على هضبة بالاتين، في حين أقيمت مستوطنات مستقلة أخرى على هضاب كايليان، وكابيتولين، وإسكيلين، وكيرينال. انشِئت على قمة كل هضبة قلعة واحدة، كان الغرض منها حماية السكان. وفي وقتٍ مبكرٍ جدًا، اتحدت هذه المستوطنات لتشكل مدينة روما. وفي الوقت نفسه، كان هناك توسع نحو جنوب المدينة، ومن الضفة اليسرى من نهر التيبر حتى مصبه.
يمكن أن تُقسم فترة المملكة إلى حقبتين بناءً على الأساطير. ومع أن هذه الأساطير لم يكن لها وجود على الأرجح، فربما تكون قد استندت على حقائق تاريخية. فمن المحتمل أن كانت روما، قبل تأسيس الجمهورية، تحت حكم سلسلة من الملوك. شهدت الحقبة الأسطورية الأولى عهود أربعة من الملوك الأسطوريون الأوائل. وخلال ذلك الوقت، وُضعت أسس المدينة السياسية، ونُظمت المدينة على شكل «كوريا» (تجمعات)، وأنشٍئت المؤسسات الدينية، وارتقى كل من مجلس الشيوخ والتجمعات إلى مؤسسات رسمية. خاضت المدينة العديد من الحروب نتيجة الاحتلالات، وأنشأ ميناء أوستينا، ووُضِع جسر على نهر التيبر.